# David Wotton
Hon. David Charles Wotton, AM (* 14. August 1942) ist ein australischer Politiker der Liberal Party, der unter anderem zwischen 1975 und 2002 Mitglied des South Australian House of Assembly, mehrmals Minister sowie von 1997 bis 2002 Vorsitzender der Ausschüsse und dadurch stellvertretender Sprecher des House of Assembly war.

## Leben
David Charles Wotton, der in der Grundstoffindustrie tätig war, wurde bei der Wahl am 12. Juli 1975 für die Liberal Party als Nachfolger seines Parteifreundes William McAnaney im Wahlkreis Heysen erstmals zum Mitglied des South Australian House of Assembly gewählt, des Unterhauses des Parlaments von South Australia, und vertrat diesen Wahlkreis bis zu dessen Auflösung zum 16. September 1977. Bei der Wahl am 17. September 1977 wurde er selbst daraufhin im Wahlkreis Murray wieder zum Mitglied der Legislativversammlung gewählt und löste dort seinen Parteifreund Ivon Wardle ab, der nicht erneut kandidiert hatte. Er vertrat auch diesen Wahlkreis bis zu dessen Auflösung am 6. Dezember 1985.
Am 18. September 1979 wurde Wotton in die Regierung von Premier David Tonkin berufen und fungierte in dieser bis zum 17. Juni 1981 erst als Planungsminister (Minister of Planning) und Umweltminister (Minister of Environment) beziehungsweise im Anschluss vom 18. Juni 1981 bis zum 10. November 1982 als Minister für Umwelt und Planung (Minister of Environment and Planning). Am 13. Januar 1983 wurde ihm der Höflichkeitstitel The Honourable verliehen. Bei der Wahl am 7. Dezember 1985 wurde er für die Liberal Party im wieder eingerichteten Wahlkreis Heysen abermals zum Mitglied der Legislativversammlung gewählt und vertrat diesen Wahlkreis nunmehr bis zum 8. Februar 2002, nachdem er auf eine erneute Kandidatur bei der Wahl am 9. Februar 2002 verzichtet hatte. Daraufhin wurde seine Parteifreundin Isobel Redmond in diesem Wahlkreis zur neuen Abgeordneten gewählt. Er war zwischen dem 6. März 1986 und dem 10. Februar 1992 Mitglied des Ständigen Parlamentsausschusses für öffentliche Arbeiten.
Am 14. Dezember 1993 wurde David Wotton in die Regierung von Premier Dean Brown berufen und fungierte in dieser bis zum 28. November 1996 als Minister für Umwelt und natürliche Ressourcen (Minister of the Environment and Natural Resources), als Minister für das Altern (Minister for the Ageing) sowie als Minister für Familien- und Gemeindedienste (Minister for Family and Community Services). Die Posten als Minister für Umwelt und natürliche Ressourcen, Minister für das Altern sowie Minister für Familien- und Gemeindedienste bekleidete er vom 28. November 1996 bis zum 20. Oktober 1997 in der darauf folgenden Regierung von Premier John Olsen.
Nach der Wahl vom 11. Oktober 1997 übernahm David Wotton als Nachfolger von Harold Allison als Deputy Speaker and Chairman of Committees die Posten als stellvertretender Sprecher und Vorsitzender der Ausschüsse der Legislativversammlung. Er bekleidete diese Ämter bis zu seinem Ausscheiden aus der Legislativversammlung am 8. Februar 2002, woraufhin Bob Such am 5. März 2002 sein Nachfolger wurde. Er war zugleich zwischen dem 2. Dezember 1997 und dem  15. Januar 2002 Mitglied des Gemeinsamen Ausschusses für parlamentarische Dienste, vom 18. November 1999 bis zum 25. Juli 2001 des Sonderausschusses für den Murray River sowie schließlich zwischen dem 1. März 2001 und dem 15. Januar 2002 des Sonderausschusses für die Finanzierung des öffentlichen Krankenhaussystems.
Für seinen langjährigen und engagierten Dienst am Staat und der örtlichen Gemeinschaft als Parlamentarier und Minister wurde ihm am 1. Januar 2001 anlässlich des 100-jährigen Bestehens des Australischen Bundes die Centenary Medal verliehen. Für seine Verdienste um das Parlament und die Gemeinde von Südaustralien durch Beiträge zum Umweltmanagement, zu Familien- und Gemeindediensten und zum Altern wurde er ferner im Rahmen der Birthday Honours am 11. Juni 2012 zum Member des Order of Australia (AM) ernannt.

## Hintergrundliteratur
- Parliament of South Australia: Statistical Record of the Legislature 1836–2007 (Memento vom 11. März 2019 im Internet Archive)

## Weblink
- Hon David Wotton AM. In: Parlament von South Australia. Abgerufen am 9. April 2024 (englisch).